# Calle de Amara
La calle de Amara es una vía pública de la ciudad española de San Sebastián.

## Descripción

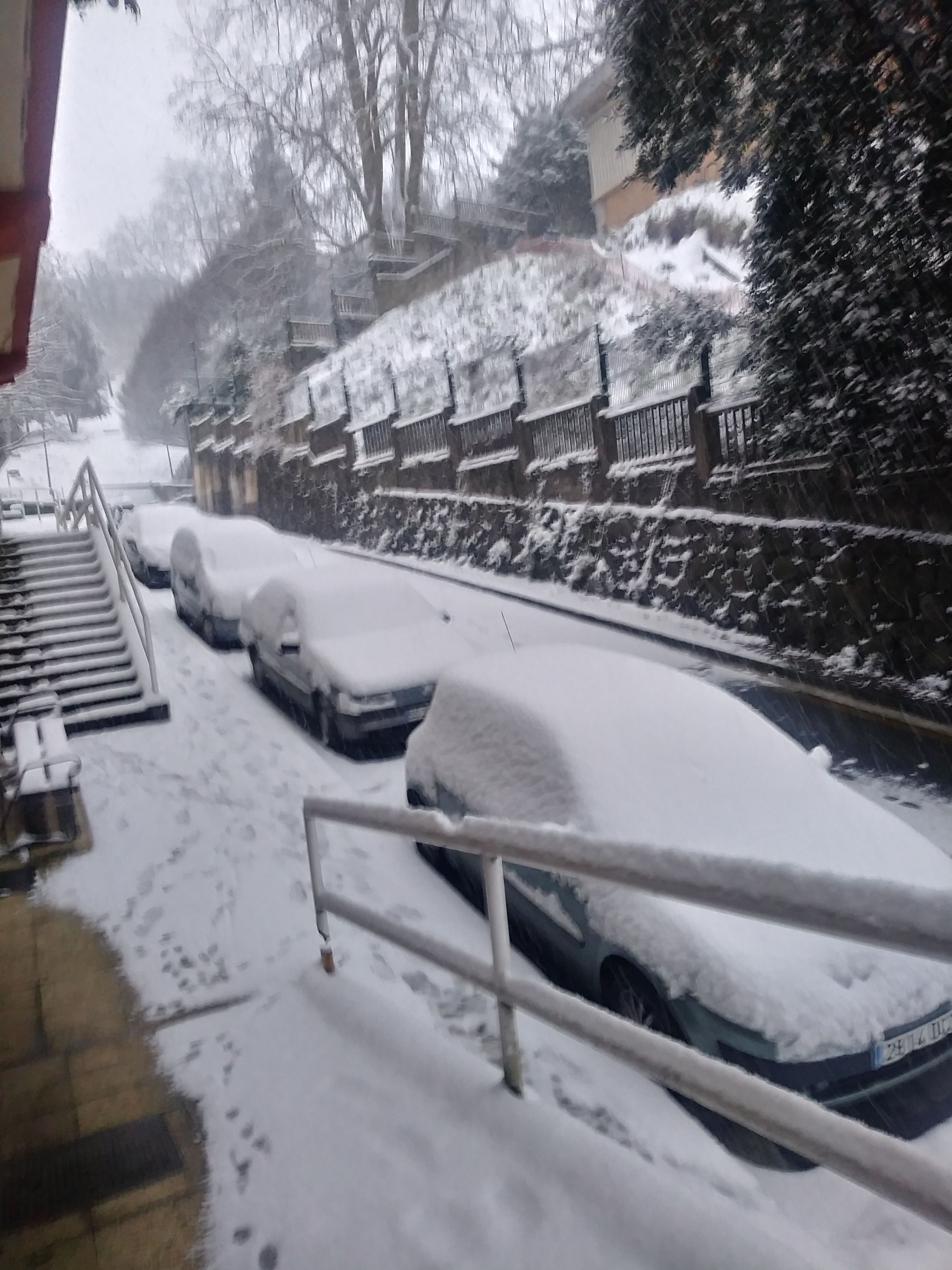
La parte superior de la calle, nevada

La vía, que obtuvo el título actual en 1891, nace de la plaza de Easo junto a la calle de la Autonomía y discurre hasta el parque de Basoerdi. Tiene cruces con las calles de la Fuente de la Salud, de Arroka, de San Roque y de Etxebeste. Aparece descrita en Las calles de San Sebastián (1916) de Serapio Múgica Zufiria con las siguientes palabras:

Calle de Amara.—Sin duda para perpetuar el nombre de Amara, que de muy antiguo lleva el barrio que ocupa hoy el extremo del ensanche meridional, se acordó en sesión de 16 de Noviembre de 1891, imponer esta denominación a una de las vías de aquel paraje. Llamaban así los vecinos de aquel lugar a la calle que comienza en la plaza de Easo, y se dirige a los lavaderos de Arroka, y por acuerdo de 8 de Marzo de 1916 se dispuso que se colocara la placa con dicho rótulo.
(Múgica Zufiria, 1916, p. 7)